# Церковь Святой Алисы (Брюссель)
Церковь Святой Алисы (фр. Église Sainte-Alice, нидерл. Sint-Aleydiskerk) — католический храм, находящийся в Брюсселе, Бельгия. Храм освящен в честь святой Алисы из Схарбека.

## История
Строительство храма началось в 1952 году по проекту архитектора Вилли ван Хове. 13 июня 1953 года был заложен первый камень кардиналом Йозефом ван Руем. 30 сентября 1954 года храм был освящен епископом, будущим кардиналом Лео Сюненсом. Храм был воздвигнут в честь святой Алисы, отшельницы из аббатства Камбр, которая умерла в 1259 году в двадцатипятилетнем возрасте от проказы. Современный храм святой Алисы построен на месте одноименной церкви, построенной в 1907 году.